# Altair HyperMesh
Altair HyperMesh es un programa de ingeniería asistida por computadora (CAE) que proporciona una interfaz gráfica al preprocesado de modelos de elementos finitos.
Es parte del paquete de software HyperWorks de la empresa Altair.
Algunas de las capacidades de HyperMesh son:
- Modelado de geometría sólida y de superficies.
- Mallado con elementos barra, placa y sólidos.
- Actualización automática de la malla ante un cambio en la geometría.
- Generación automática de la superficie media de un sólido.
- Entorno de trabajo y generación de ficheros de entrada para diversos programas de cálculo mediante elementos finitos (Nastran, Abaqus, Ansys, RADIOSS, OptiStruct, Marc, Actran, LsDyna, etc.).